# Aeroporto di Göteborg-City
Il Säve flygplats ("aeroporto di Säve") era il secondo aeroporto di Göteborg dopo lo scalo principale di Göteborg-Landvetter.

## Chiusura al traffico pesante
Dal 28 novembre 2014 non è più permesso al traffico aereo pesante di utilizzare il Säve flygplats. Durante la misurazione di portanza dei raccordi di rullaggio è stato riscontrato che i raccordi di rullaggio non potrebbero più sopportare il traffico pesante. Le compagnie che usavano l'aeroporto si sono trasferite a Göteborg-Landvetter mentre il traffico aereo più leggero è potuto rimanere.